# Sposalizio della Vergine (Raffaello)

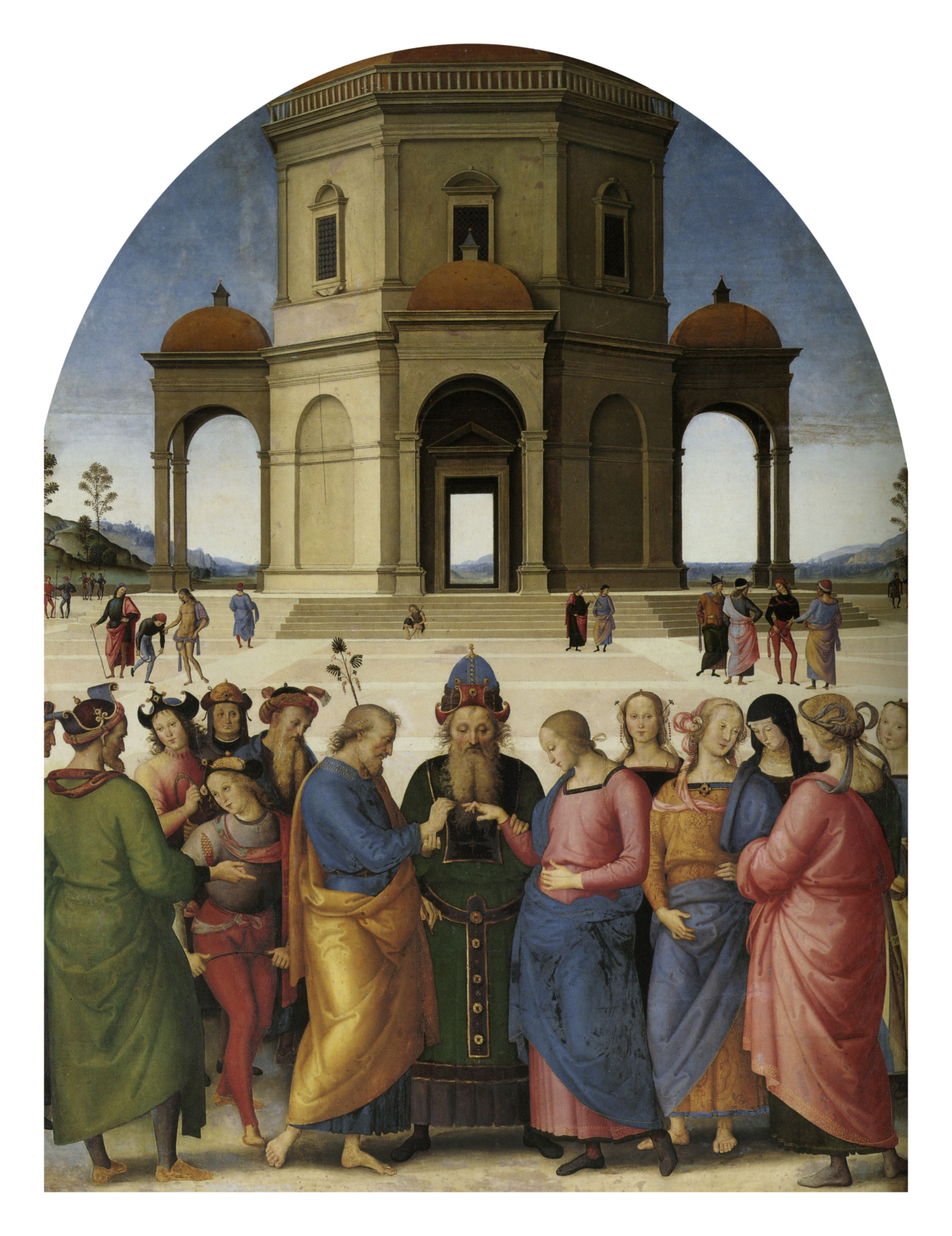
Perugino, Sposalizio della Vergine (1501-1504), Musée des Beaux-Arts, Caen

Lo Sposalizio della Vergine è un dipinto a olio su tavola (170 × 117 cm) di Raffaello Sanzio, datato 1504 e realizzato per la chiesa di San Francesco a Città di Castello, oggi conservato nella Pinacoteca di Brera a Milano. È firmato "Raphael Urbinas" e datato "MDIIII". Si tratta di una delle opere più celebri dell'artista, che chiude il periodo giovanile e segna l'inizio della fase della maturità artistica.

## La storia
L'opera venne commissionata dalla famiglia Albizzini per la cappella di San Giuseppe nella chiesa di San Francesco a Città di Castello.
Si trattava dell'ultima importante opera commissionata al giovane artista nella città tifernate, dopo lo stendardo della Santissima Trinità, la Pala Baronci e la Crocifissione Gavari. 
Per quest'opera Raffaello si ispirò a un'analoga tavola che proprio in quegli anni Perugino stava dipingendo per il Duomo di Perugia, vedendola in tutta probabilità in una fase ancora intermedia, essendo terminata solo nel 1504. Il confronto con l'opera di Perugino, che a sua volta si ispirava nello sfondo all'affresco della Consegna delle chiavi dipinta dallo stesso autore nella Cappella Sistina, dimostra l'acuirsi delle divergenze tra maestro e allievo, verso un generale superamento, da parte di Raffaello, dei modi quattrocenteschi all'insegna di una rappresentazione più coinvolgente e realistica.
Nel 1798 il municipio di Città di Castello fu praticamente obbligato a far rimuovere la pala, per donarla al generale napoleonico Lechi, che tre anni dopo la vendette per 50.000 lire al mercante milanese conte Giacomo Sannazzari della Ripa. Quest'ultimo la lasciò poi in eredità all'Ospedale Maggiore di Milano nel 1804. Nel 1806 fu acquistata da Beauharnais, che la destinò all'Accademia di Belle Arti milanese, le cui collezioni sono poi confluite nella Pinacoteca, inaugurata nel 1809. 
Fu restaurata a fine dell'Ottocento da Molteni, poi negli anni sessanta dopo un attentato vandalico, infine in tempi recenti, con conclusione nel 2009. All'opera sono state dedicate due mostre presso la Pinacoteca di Brera (Raffaello e Brera, 1984 e Raffaello. Lo Sposalizio della Vergine restaurato, 2009).
Nel giugno 1958, il pittore milanese Nunzio Guglielmi (Messina, 1928), in arte Nunzio Van Guglielmi, infranse, con un punteruolo e un martello, il vetro che protegge il dipinto e incollò su di esso un volantino con la scritta: "Viva la rivoluzione italiana, via il governo clericale!". Pugnalò il quadro in due punti, sul gomito della Vergine e al centro della scalinata del tempio, danneggiando leggermente la tavola. Avrebbe certamente provocato danni maggiori se la superficie non fosse stata protetta da una lastra di vetro, che andò in frantumi, ma che riuscì ad attutire la violenza dei colpi. Van Guglielmi verrà poi internato per un anno nel manicomio di Volterra, per poi essere dichiarato sano di mente e dimesso.
Il 23 dicembre 2020 una riproduzione tecnologica dell'opera è stata collocata sulla stessa cappella da cui fu estratto l'originale, 222 anni prima, nella chiesa di San Francesco a Città di Castello.

## Descrizione e stile

### I personaggi
Lo sposalizio di Maria e Giuseppe avviene in primo piano, con al centro un sacerdote che, tenendo le mani di entrambi, officia la funzione. Come da iconografia tradizionale, dal lato di Maria, in questo caso la sinistra, si trova un gruppo di donne, da quello di Giuseppe di uomini, tra cui uno, presente in tutte le versioni del soggetto, che spezza con la gamba il bastone che, non avendo fiorito, ha determinato la selezione dei pretendenti. Maria infatti, secondo i vangeli apocrifi, era cresciuta nel Tempio di Gerusalemme (quindi con uno stile di vita casto, simile a quello delle monache) e quando fu giunta in età da matrimonio venne dato a ognuno dei pretendenti un ramo secco, in attesa di un segno divino: l'unico che fiorì fu quello di Giuseppe.
La disposizione dei personaggi in primo piano non è allineata e con pose rigidamente bilanciate e simmetriche (come in Perugino), ma più naturale, con una maggiore varietà delle pose e dei raggruppamenti. Grazie al punto di vista rialzato si legge meglio la loro disposizione nel grande riquadro del lastrone al suolo, con una forma che crea un emiciclo e bilancia la forma convessa dell'architettura di sfondo. Il semicerchio alla base delle figure è il primo di una serie che attraversa la tavola, attraverso la cupola e la sagoma stessa del dipinto.
La stesura cromatica dimostra un uso più corposo del colore, con una migliore resa della plasticità e della calda atmosfera, grazie a una gamma di sfumature più ampia di quella dei pittori quattrocenteschi, che proietta già Raffaello verso la conquista della "Maniera moderna". 
Nell'opera è assente il pathos, tipico di Michelangelo, per lasciare il posto a un'impostazione classica: le figure sono legate da una vaga e poetica malinconia in cui nessuna espressione è più caricata di altre, nemmeno quella del pretendente che spezza il ramo in segno di rancore, in alcun modo corrucciato o teso, ma ugualmente aggraziato.

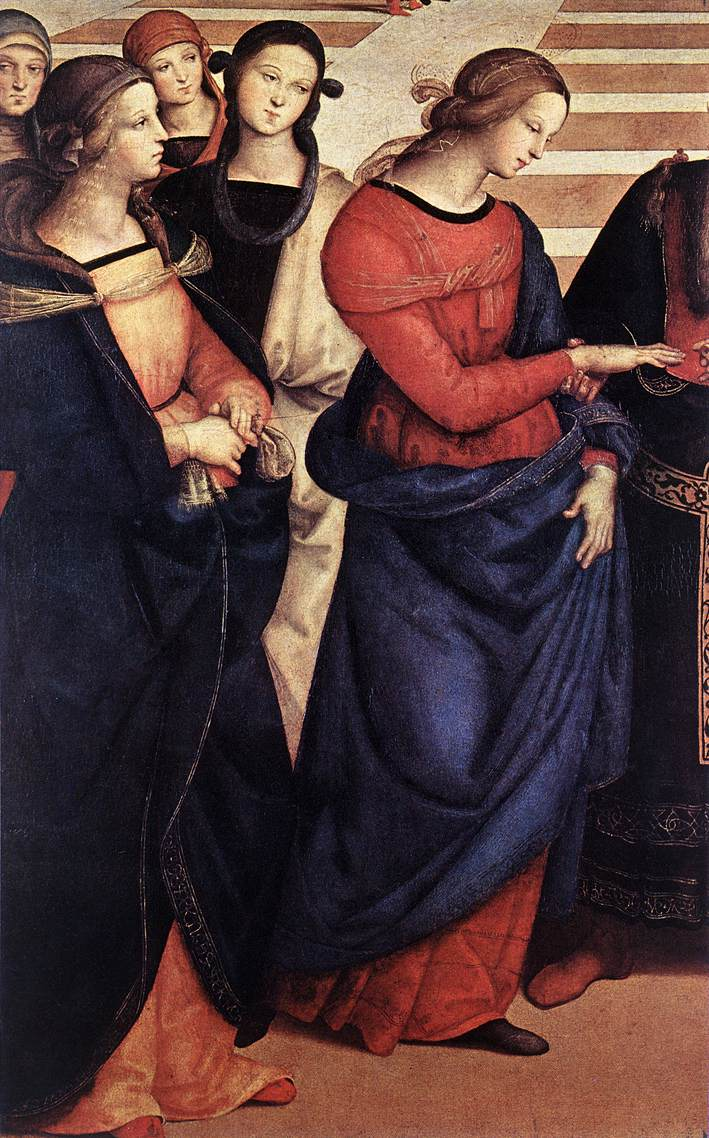
Dettaglio

Se alcuni elementi della pala sono sorprendentemente innovativi, altri risultano più deboli, come le espressioni di alcune figure, soprattutto quelle ai lati, che, non a torto, sono state definite ancora leziose e un po' impacciate nelle movenze, legate ai modelli perugineschi. Nonostante ciò, alcuni disegni preparatori (Oxford, Ashmolean Museum e Londra, British Museum) mostrano tentativi di caratterizzazione più approfonditi di quanto venne poi tradotto nel dipinto finale, preannunciando i futuri sviluppi dell'arte raffaellesca.

### Lo sfondo

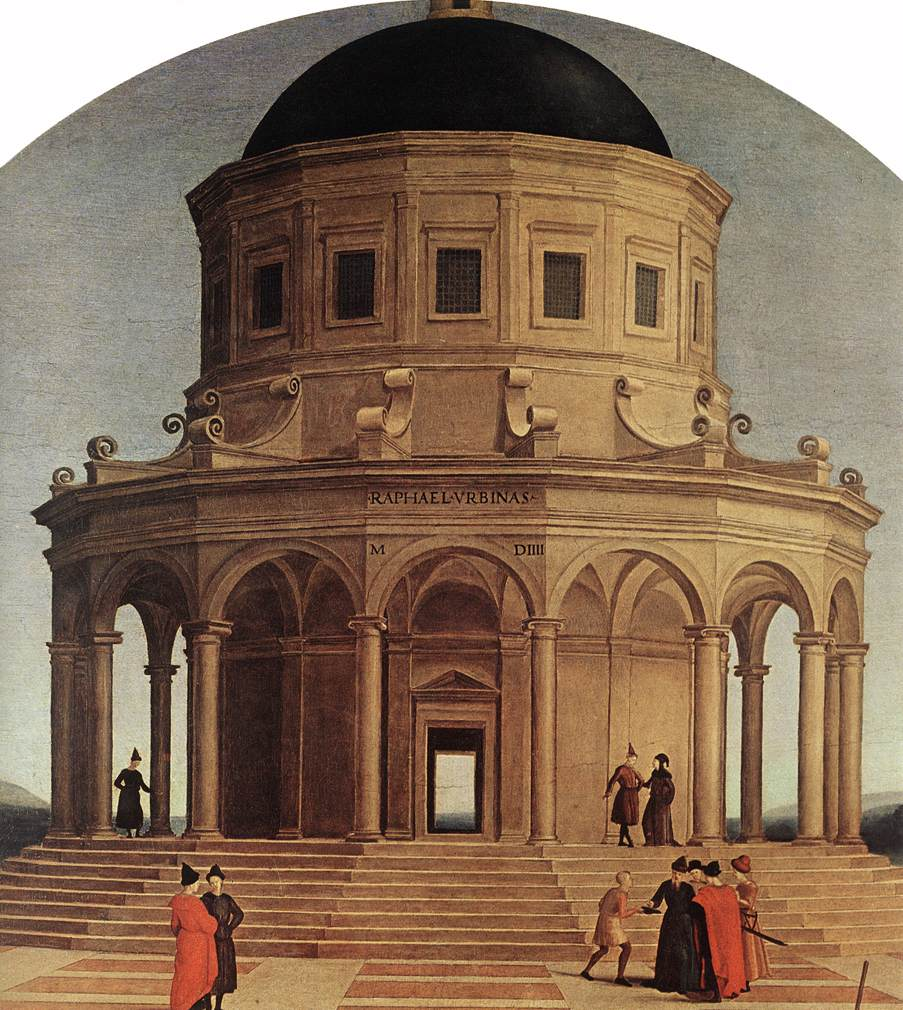
Il tempio

Lo sfondo è occupato da una piazza lastricata a grandi riquadri, al termine della quale si trova un edificio a pianta centrale, al culmine di una gradinata, sul cui portale convergono tutte le linee prospettiche del dipinto: le riflettografie hanno infatti rivelato il reticolo di linee convergenti verso il portale del tempio. Alcuni gruppetti di figure, senza un particolare significato, popolano la piazza per dare un tocco quotidiano e per scandire la profondità spaziale, con le loro dimensioni opportunamente scalate.
Il tempio sopraelevato ha sedici lati ed è circondato, al piano terra, da un porticato con colonne ioniche e archi a tutto sesto. Sull'architrave al centro del portico, sopra gli archi, si trova la firma dell'artista e la data, negli spazi tra l'arco. In alto il portico è raccordato al corpo centrale (un tamburo?) da una serie di volute. Il piano superiore è scandito da lesene e finestre architravate rettangolari, con un cornicione oltre il quale si innesta la cupola con lanterna. Il portale centrale, con timpano triangolare, è aperto e allineato a un'apertura gemella sull'altro lato, pure aperta, permettendo di mostrare il cielo e amplificare il respiro dell'opera, nonché esprimere la piena armonia tra architettura e mondo naturale. 
Se in Perugino il tempio è semplicemente uno sfondo, grandioso ma semplicemente giustapposto come una scenografia, per Raffaello esso è il centro ottico, nonché il fulcro di tutto lo spazio, che si sviluppa in maniera circolare attorno ad esso, fino a coinvolgere il paesaggio di colline digradanti ai lati. Tale effetto è ottenuto grazie al maggior numero di lati e alla presenza del portico che circonda con agilità il cilindro centrale, nonché con lo sviluppo quasi integrale dell'edificio, non tagliato dalla centina. Inoltre Raffaello lo sollevò maggiormente rispetto alla piazza, grazie all'orizzonte più alto, e lo allontanò aumentando il digradare delle lastre pavimentali, in modo che non incombesse gravoso sulle figure in primo piano. Un effetto simile, con un'analoga intensificazione bicromatica del pavimento, si trova anche nell'Annunciazione della predella della Pala degli Oddi, opera immediatamente anteriore. Il raccordo tra figure e sfondo è qui perfettamente coordinato, superando quelle fratture tra registro superiore e inferiore di derivazione peruginesca, avvisabili ancora, ad esempio, nella già citata Pala degli Oddi. 
La grande coerenza architettonica del tempio e l'eleganza delle membrature dimostra la conoscenza, complessa e aggiornata, dell'architettura contemporanea, in particolare gli studi sugli edifici a pianta centrale di Leonardo e Bramante a cavallo tra i due secoli. La precisione della resa dell'edificio ha fatto anche ipotizzare che Raffaello potesse essersi avvalso di un modellino ligneo. 
Tutti gli elementi risultano legati da relazioni di proporzione matematica, con un preciso ordine gerarchico. Ciò è legato all'ambiente artistico urbinate, da cui proveniva Raffaello, avvezzo fin dalla gioventù ai problemi di ottica e di prospettiva. Inoltre la stessa poetica dell'artista andava ormai orientandosi verso la ricreazione di una bellezza intesa come ordine astratto nella rappresentazione geometrica, in cui l'artista non deve "fare le cose come le fa la natura, ma come ella le dovrebbe fare".

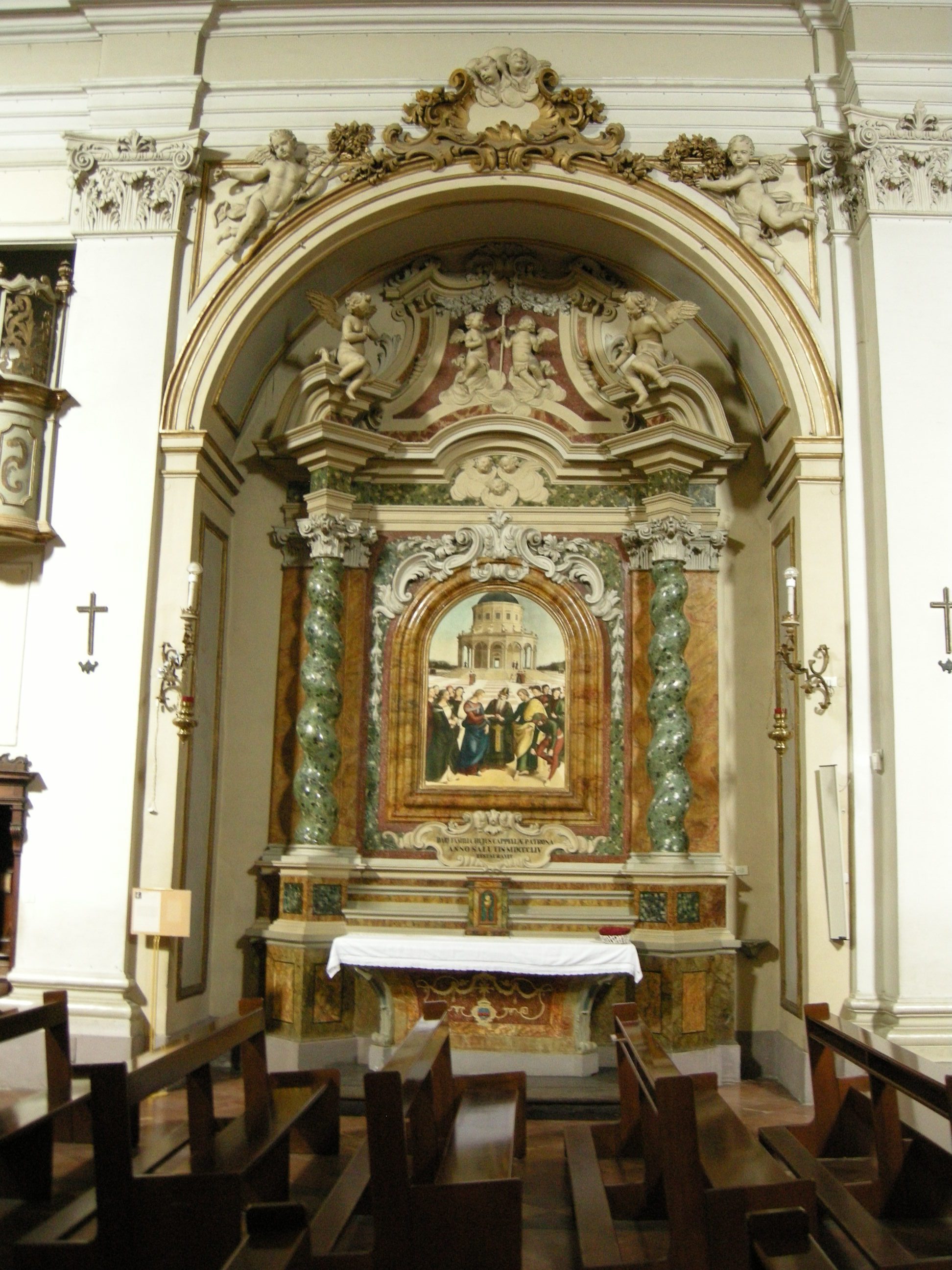
Una copia della pala nell'altare originario in San Francesco a Città di Castello